# Champions Hockey League (2008–09)
A Champions Hockey League (Jégkorong Bajnokok Ligája) egy új jégkorong bajnokság, ami a Nemzetközi Jégkorong Szövetség (IIHF) alapításának 100. évfordulójának alkalmával jött létre 2008-ban.

## A 2008/2009-es szezon
A 2008/2009-es CHL-szezonban két-két orosz, finn, svéd, cseh, egy-egy szlovák, svájci, német csapat kapott helyet, a 12. csapat a selejtezőből került ki (SC Bern).
| RUS | Metallurg Magnyitogorszk | Magnyitogorszk, Oroszország  | 2008-as IIHF European Champions Cup-győztes |
| RUS | Szalavat Julajev Ufa     | Ufa, Oroszország             | Orosz Szuperliga-bajnok                     |
| FIN | Kärpät Oulu              | Oulu, Finnország             | Finn SM-liiga-bajnok                        |
| FIN | Espoo Blues              | Espoo, Finnország            | Finn SM-liiga-döntős                        |
| CZE | HC Slavia Praha          | Prága, Csehország            | Cseh Extraliga-bajnok                       |
| CZE | HC České Budejovice      | České Budějovice, Csehország | Cseh Extraliga-alapszakaszgyőztes           |
| SWE | HV71                     | Jönköping, Svédország        | Svéd Elitserien-bajnok                      |
| SWE | Linköpings HC            | Linköping, Svédország        | Svéd Elitserien-alapszakasz második         |
| SVK | HC Slovan Bratislava     | Pozsony, Szlovákia           | Szlovák Extraliga-bajnok                    |
| SUI | ZSC Lions                | Zürich, Svájc                | Svájci National League A-bajnok             |
| GER | Eisbären Berlin          | Berlin, Németország          | Deutsche Eishockey Liga-bajnok              |

A selejtező résztvevői:
| SVK | HC Košice           | Kassa, Szlovákia      | Szlovák Extraliga-alapszakasz második       |
| SUI | SC Bern             | Bern, Svájc           | Svájci National League A-alapszakaszgyőztes |
| GER | Sinupret Ice Tigers | Nürnberg, Németország | Deutsche Eishockey Liga-alapszakaszgyőztes  |

### A csoportok végeredménye

#### A csoport
| Csapat                  | Meccs | Gy | HGy | HV | V | SzG | KG | Pont |
| ----------------------- | ----- | -- | --- | -- | - | --- | -- | ---- |
| Metallurg Magnitogorszk | 4     | 3  | 0   | 0  | 1 | 11  | 5  | 9    |
| Eisbären Berlin         | 4     | 2  | 1   | 0  | 1 | 10  | 10 | 8    |
| Kärpät Oulu             | 4     | 0  | 0   | 1  | 3 | 5   | 11 | 1    |

#### B csoport
| Csapat      | Meccs | Gy | HGy | HV | V | SzG | KG | Pont |
| ----------- | ----- | -- | --- | -- | - | --- | -- | ---- |
| Espoo Blues | 4     | 4  | 0   | 0  | 0 | 13  | 4  | 12   |
| HV71        | 4     | 1  | 0   | 0  | 3 | 13  | 18 | 3    |
| SC Bern     | 4     | 1  | 0   | 0  | 3 | 11  | 15 | 3    |

#### C csoport
| Csapat               | Meccs | Gy | HGy | HV | V | SzG | KG | Pont |
| -------------------- | ----- | -- | --- | -- | - | --- | -- | ---- |
| Szalavat Julajev Ufa | 4     | 4  | 0   | 0  | 0 | 22  | 5  | 12   |
| HC České Budějovice  | 4     | 1  | 0   | 0  | 3 | 9   | 17 | 3    |
| HC Slovan Bratislava | 4     | 1  | 0   | 0  | 3 | 11  | 20 | 3    |

#### D csoport
| Csapat          | Meccs | Gy | HGy | HV | V | SzG | KG | Pont |
| --------------- | ----- | -- | --- | -- | - | --- | -- | ---- |
| ZSC Lions       | 4     | 3  | 0   | 1  | 0 | 20  | 11 | 10   |
| HC Slavia Praha | 4     | 2  | 1   | 0  | 1 | 15  | 15 | 8    |
| Linköpings HC   | 4     | 0  | 0   | 0  | 4 | 11  | 20 | 0    |